# Kala/Balge
Kala/Balge est une zone de gouvernement local de l'État de Borno au Nigeria,.